# Eliane Störi
Eliane Störi (* 6. März 1993) ist eine Schweizer Unihockeyspielerin, welche beim Nationalliga-B-Verein UHC Nesslau Sharks unter Vertrag steht.

## Karriere
Störi wechselte 2016 zum Nationalliga-B-Vertreter UHC Waldkirch-St. Gallen. Mit den St. Gallerinen stieg sie im Frühjahr 2017 in die Nationalliga A auf. In der Nationalliga kam sie unter Lukas Studer kaum zum Einsatz und absolvierte lediglich vier Partien.
Nach dem Abstieg in die Nationalliga B wechselte Störi zum Ligakonkurrenten UH Appenzell, der den Aufstieg in die Nationalliga B bewerkstelligte. Für den UH Appenzell absolvierte sie 46 Partien und steuerte zwei Tore bei.
Im Dezember 2020 wechselte Störi zum Nationalliga-A-Vertreter Red Lions Frauenfeld. Nach acht Partien im Dress der Thurgauerinnen wechselte Störi zum Nationalliga-B-Vertreter UHC Nesslau Sharks.